# جين تشنغ
جين تشنغ هو لاعب غولف صيني، ولد في 6 مارس 1998 في بكين في الصين.

## وصلات خارجية
- جين تشنغ على موقع التصنيف العالمي الرسمي للغولف (الإنجليزية)